# Бібліотека Варшавського університету
Бібліотека Варшавського університету (пол. Biblioteka Uniwersytecka w Warszawie) — одна з найбільших наукових бібліотек країни поряд з Національною бібліотекою Польщі та Бібліотекою Яґеллонського університету.

## Історія
Бібліотека була заснована 1816 року. Її першим директором був лексикограф та лінгвіст Самуїл Лінде.
На початку XX століття на території університету вздовж вулиці Краківське передмістя було споруджено нову будівлю центральної бібліотеки. Через сто років будівля морально застаріла, й виникла потреба в новому приміщенні.
Передбачалося використовувати для потреб бібліотеки будівлю Центрального комітету Польської об'єднаної робочої партії, яку було націоналізовано після політичних змін 1989 року. Проте це виявилося неможливим через недостатнє граничне навантаження конструкції. Тож цю будівлю було здано в оренду варшавській біржі, а прибуток спрямовано на будівництво нової бібліотеки поблизу набережної Вісли.
1993 року було оголошенио конкурс на проект нової будівлі. Першу премію отримали архітектори Марек Будзинський та Збігнєв Бадовський. Їхній проект вирізнявся низкою оригінальних рішень. Будівельні роботи почалися 1995 року й завершилися 1999 року.

## Нова бібліотека
Будівлю здано в експлуатацію 15 грудня 1999 року. Бібліотека складається з головного корпусу заввишки 4 поверхи та низького фронтового корпусу. Корпуси з'єднує пасаж зі скляним дахом. На даху головного корпусу влаштований ботанічний сад площею в 1,5 га.
Поблизу головного входу розташована колонада філософів. На чотирьох високих колонах встановлені статуї польських філософів XX століття: Казимира Твардовського, Яна Лукашевича, Альфреда Тарського та Станіслава Лесневського.

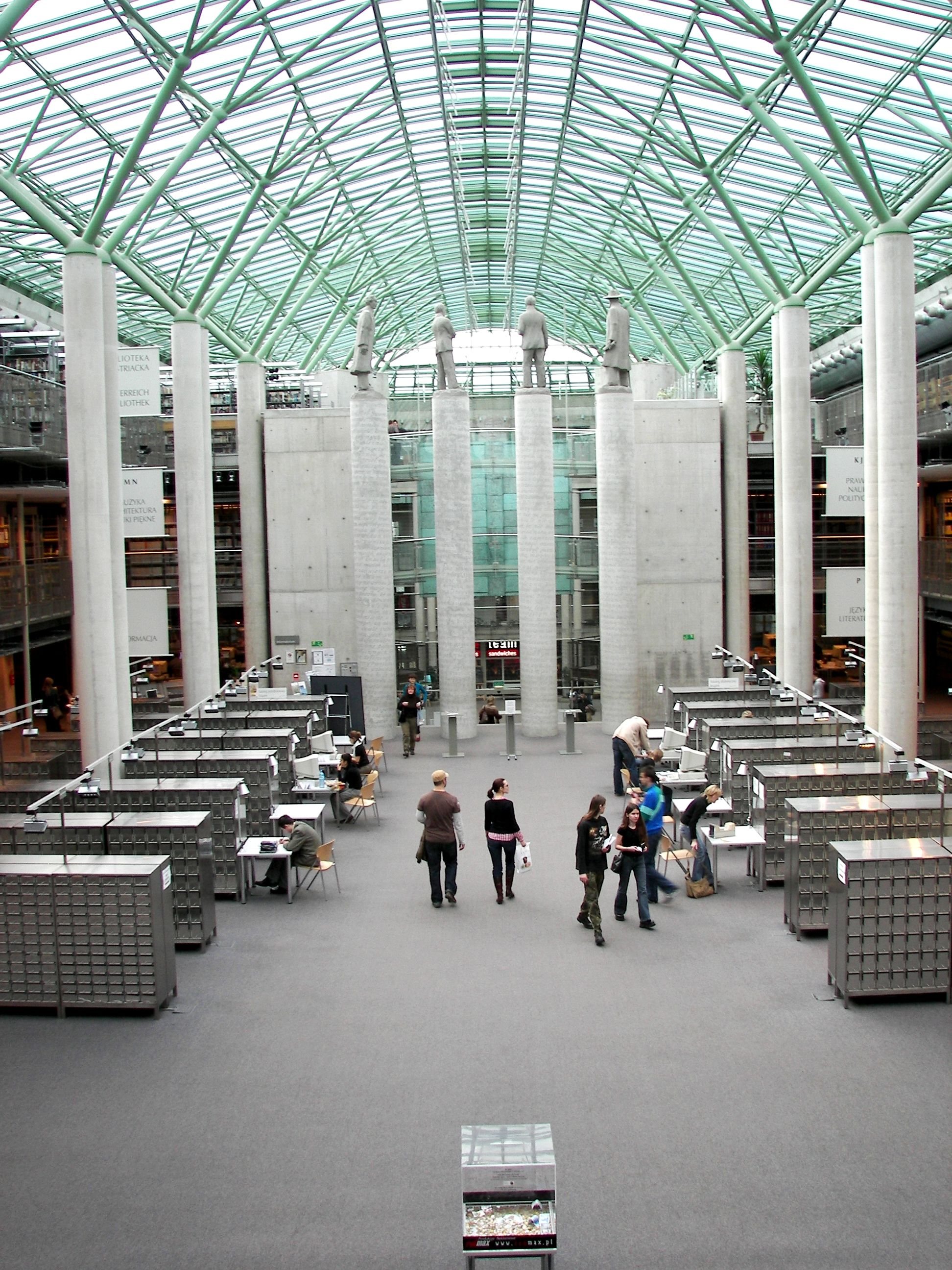
Вестибюль із колонадою філософів

Загальна площа будівлі становить 260 000 м³, корисна площа 64 000 м². На західному фасаді знаходяться вісім плит із символічними написами:
- текст на санскриті з фрагментами Ріг-веди, Упанішад та Бхагавад-гіти
- текст на івриті з Книги пророка Єзекіїля 3, 1-3,
- текст арабською мовою з «Книги Тварин» Аль-Джахіз
- текст грецькою мовою з діалогу Платона «Федр»
- текст давньоруською мовою з Повісті врем'яних літ
- текст древньопольскою мовою «Виклад чесноти» Яна Кохановського
- ноти фрагмента Етюду Сі-бемоль мінор Кароля Шимановського
- математичні формули нормального розподілу, числа Пі, структури нуклеїнової кислоти та Основні рівняння електродинаміки